# Falckstraat
De Falckstraat is een relatief brede straat in Amsterdam-Centrum. De straat is per raadsbesluit van 11 mei 1870 vernoemd naar de staatsman, minister en advocaat Anton Reinhard Falck.

## Ligging en geschiedenis
De straat is gelegen tussen de Reguliersgracht en het Frederiksplein. De relatief grote breedte van de straat is gevolg van het feit dat de straat is aangelegd op een rond 1869 gedempt gedeelte van de Achtergracht. Door die demping werden twee bruggen overbodig; een brug voor de Utrechtsestraat en een brug in de oostelijke kade van de Reguliersgracht. Het zuidelijke deel van dit deel Achtergracht bood toen nog plaats aan een drilveld voor de militairen. De straat kreeg al snel een plantsoen in het midden, dat later werd ingericht als speelplaats.

## Gebouwen
Dit deel van de Achtergracht maakte deel uit van de Grachtengordel, de terreinen werden echter relatief laat bebouwd, vanwege de militairen maar ook ossenmarkten en dergelijke. De bebouwing bestaat uit stijlen uit allerlei perioden. Er staat vijf monumentenpanden in de Falckstraat, maar ook andere gebouwen zijn opmerkelijk:
- Falckstraat 1, sinds 1970 een rijksmonument, omschreven als hoekhuis met ingezwenkte halsgevel uit de 18e eeuw
- Falckstraat 3-5, een gebouw in de stijl van het nieuwe bouwen
- Falckstraat 9, sinds 1970 een rijksmonument, omschreven als pand met gepleisterde ingezwenkte halsgevel met geblokte deuromlijsting
- Falckstraat 11-13, sinds 2006 een gemeentelijke monument
- Falckstraat 15-29, Hooverhuis dan wel Falckenstaete van architect Foeke Kuipers, maar oorspronkelijk gebouwd voor de autohandel van M. van Genderingen
- Falckstraat 31-33, loopt door tot aan de Utrechtsedwarsstraat
- Falckstraat 47-51 herinnert nog aan de tijd dat er scheepvaart met bijbehorende opslag plaatsvond; het waren drie identieke pakhuizen, die er al wellicht in andere vorm rond 1757 stonden, maar in de loop der jaren door verbouwingen veranderden, maar een deel van de gelijkenis is ook in de 21e eeuw nog terug te vinden[2]; nummer 51 draagt nog de naam De Koorndrager
- Falckstraat 55/Frederiksplein 32 uit 1996; één gebouw met twee verschillende adressen (de nummering aan de Falckstraat loopt van west naar oost; die van het Frederiksplein van oost naar west)
- Falckstraat 2-4/Reguliersgracht 107, nieuwbouw uit 2000 op het terrein van een voormalige school
- Falckstraat 6 bevindt zich op een binnenterrein, bereikbaar via een pad/gang tussen huisnummers 2-4 en 8
- Falckstraat 8, hoek Huidekoperstraat 10-18, Weteringschans 265, sinds 2001 een rijksmonument, een bouwblok arbeiderswoningen van architect Pieter Johannes Hamer uit 1869
- zijgevel van Frederiksplein 34, een gemeentelijk monument, herenhuis van architect Gerlof Salm uit 1869 in neorenaissancestijl.

### Falckstraat 10-14
Dit is een bouwblokje met drie statige herenhuizen in classicistische stijl met een gepleisterde zijgevel aan de Huidekoperstraat. Ze zijn rond 1869 in opdracht ontworpen door timmerman, makelaar Coenraad Wiegand (1829-1907); de functies timmerman, makelaar en architect werden destijds vaak gecombineerd. Het geheel bestaat uit drie bouwlagen onder een schilddak. Elk van drie woonhuizen/kantoren heeft drie vensterassen/gangen waarvan de middelsten zijn bepleisterd en voorzien van kleine frontons. De middelste vensteras/gang van het middelste gebouw sluit boven de daklijst ook nog af met een fronton. De gehele begane grond is trouwens eveneens voorzien van een stuclaag. Het middelste huis is gebouwd als een (midden)risaliet. Opvallend aan het gebouw is dat zowel het middelste als het rechter gebouw donker is geschilderd terwijl het linkerdeel nog een natuurlijke baksteenkleur heeft. Verbouwingen aan het rechter pand hebben er toe geleid dat de raam- en deurpartijen afwijken van de overige twee huizen. Het is vanwege architectuurhistorische waarde, haar gaafheid en esthetische kwaliteiten in 2007 tot gemeentelijk monument verklaard.
Het bouwblok steekt daarbij voor wat betreft architectuur en indeling af tegen het bouwblok van Pieter Johannes Hamer aan de overzijde van de Huidekoperstraat. Dat bestaat uit arbeiderswoninkjes voor de Vereeniging ten behoeve der Arbeidersklasse te Amsterdam, een totaal andere doelgroep. Dat complex dat doorloopt tot de Weteringschans is rijksmonument.

## Kunst
Kunstenaar Merijn Bolink maakte voor het plantsoen speelobjecten waarmee de Speelplaats Falckstraat werd ingericht (2024). Het herinnert tevens aan de Tweede Wereldoorlog. 

## Afbeeldingen

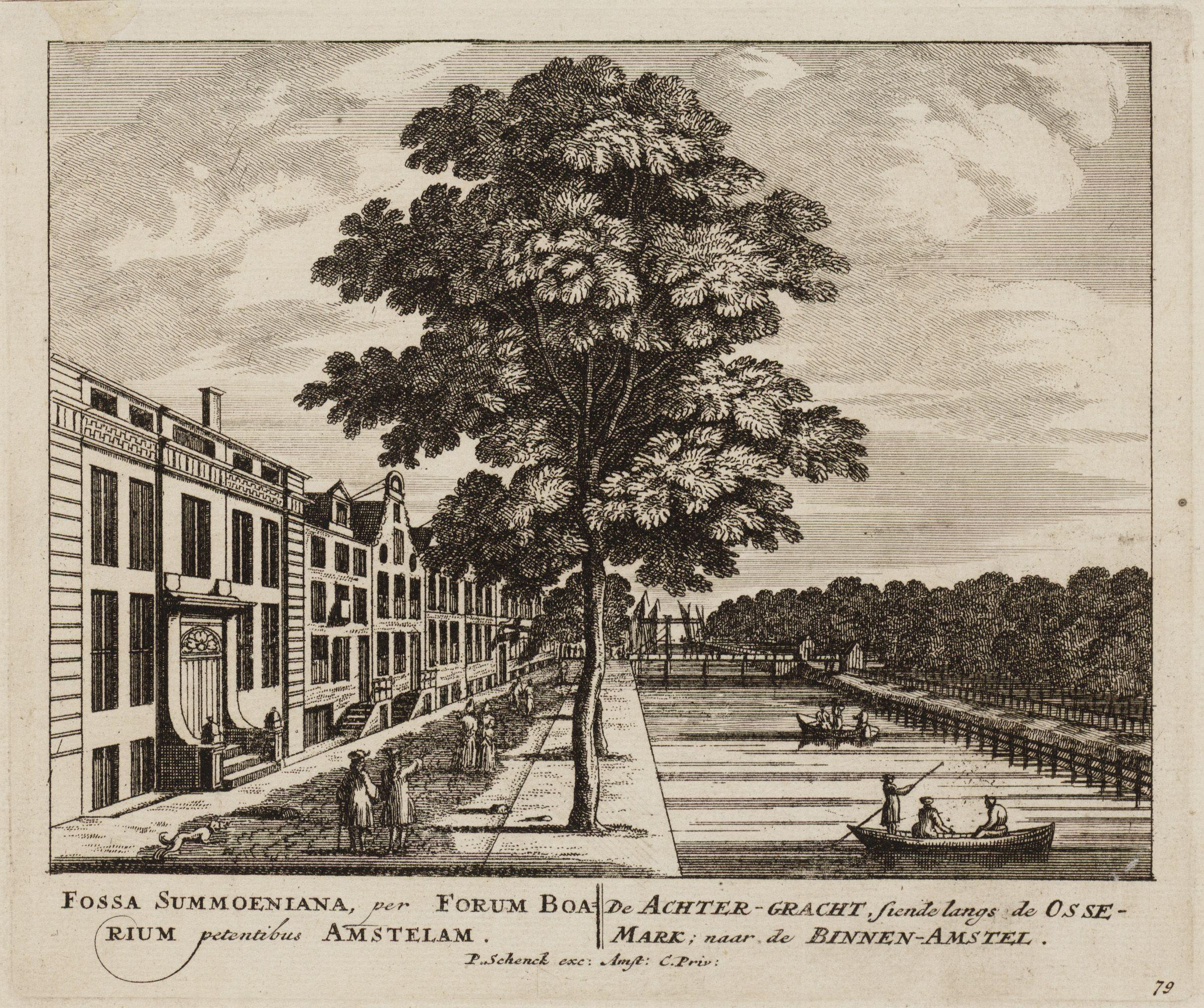
De Falckstraat nog als Achtergracht rond 1700
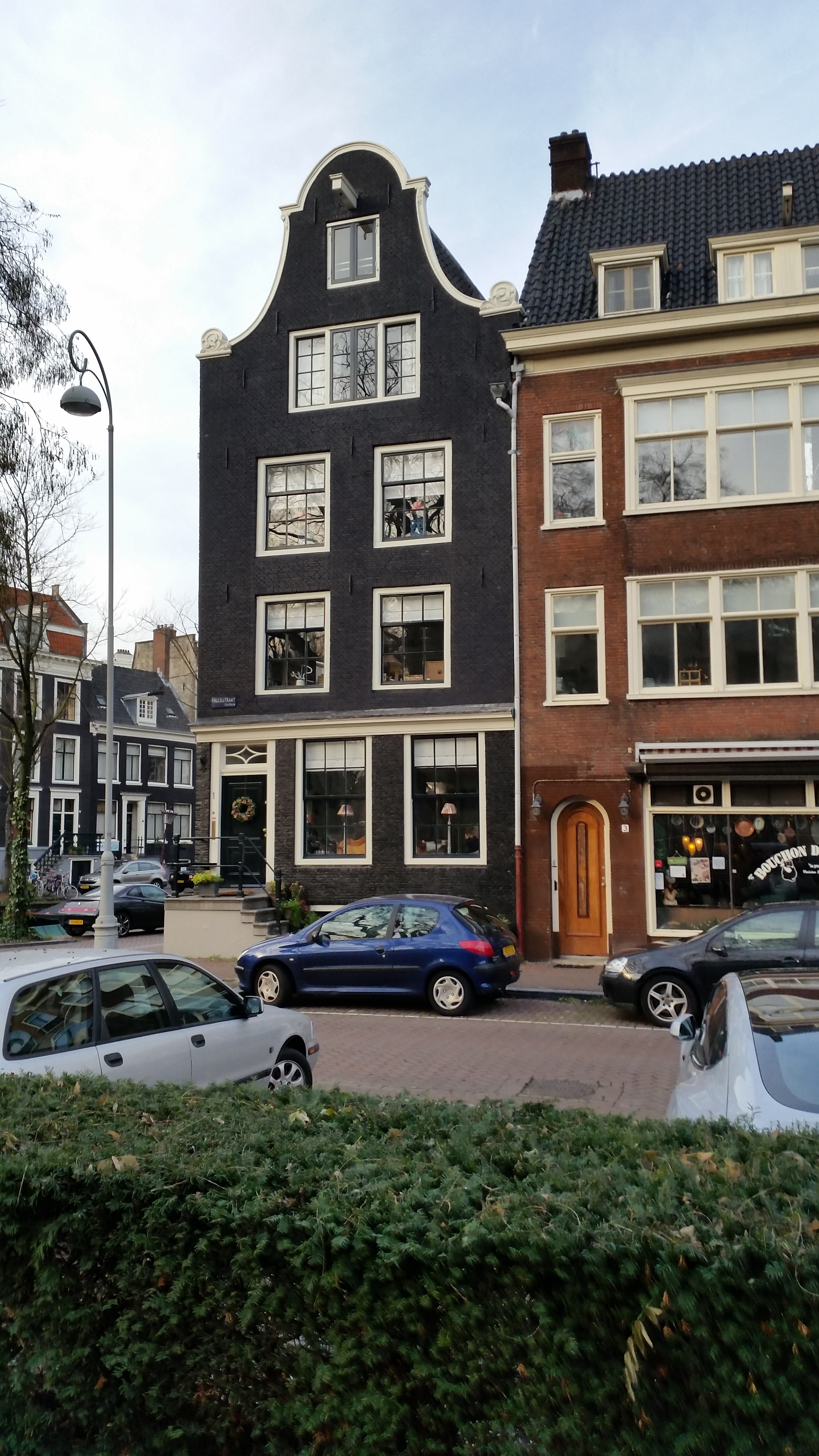
Falckstraat 1, een rijksmonument
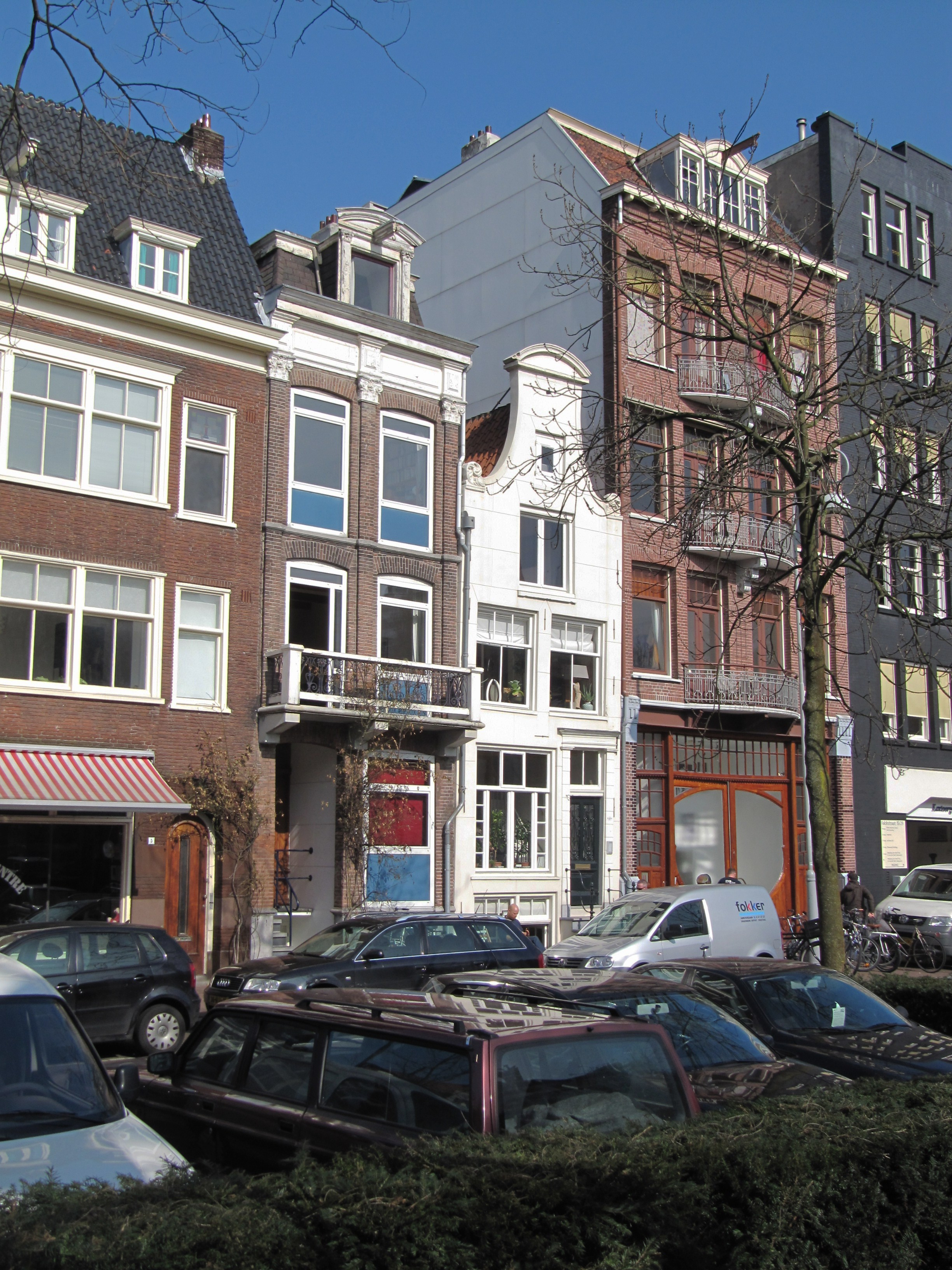
Falckstraat 9 in het wit, een rijksmonument/ nrs. 11 en 13 met drie balkons; gemeentelijk monument
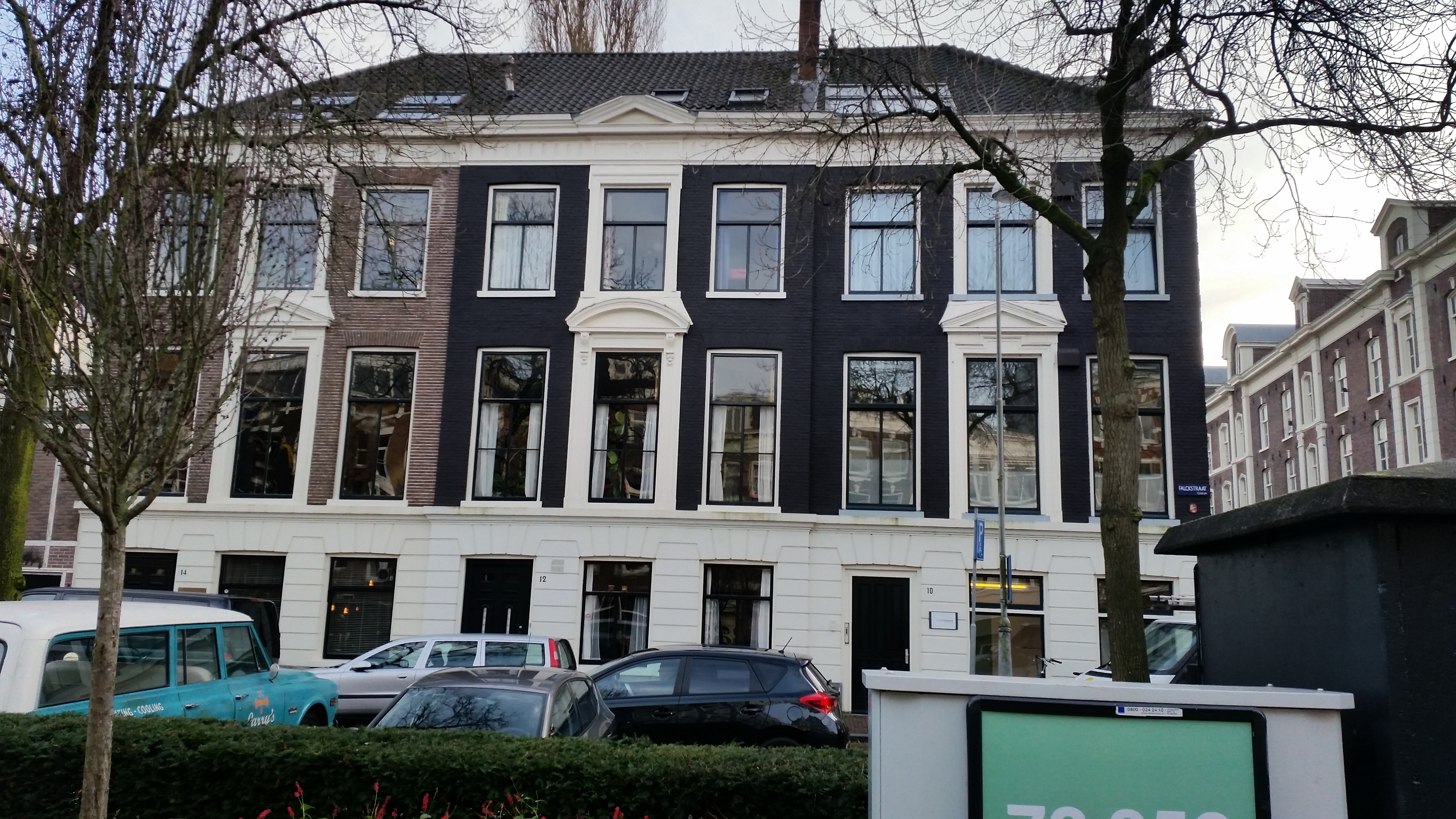
Falckstraat 10-14, gemeentelijk monument